# Reichardia intermedia
Reichardia intermedia é uma espécie de planta com flor pertencente à família Asteraceae. 
A autoridade científica da espécie é (Sch.Bip.) Cout., tendo sido publicada em Fl. Portugal 676. 1913.
O seu nome comum é reichárdia-intermédia.

## Portugal
Trata-se de uma espécie presente no território português, nomeadamente em Portugal Continental.
Em termos de naturalidade é nativa da região atrás indicada.

## Protecção
Não se encontra protegida por legislação portuguesa ou da Comunidade Europeia.